# Hypena scotina
Hypena scotina är en fjärilsart som beskrevs av Fletcher 1961. Hypena scotina ingår i släktet Hypena och familjen nattflyn. Inga underarter finns listade i Catalogue of Life.